# Pallacanestro Varese 1991-1992
Nel Campionato 1991-92 la Pallacanestro Varese è sponsorizzata come l'anno precedente dalla "Ranger" antifurti.
L'allenatore della stagione precedente, Giancarlo Sacco, si trasferisce a Trapani, nella Pallacanestro Trapani, sostituito inizialmente da Virginio Bernardi, in arrivo dalla Filanto Forlì con il viceallenatore Roberto Piva. Il 22 aprile 1992 Bernardi viene esonerato, e sostituito da Piva stesso.
Durante il corso del campionato la squadra viene colpita dagli infortuni del playmaker Massimo Ferraiuolo e da quello occorso a Romeo Sacchetti, entrambi a causa della rottura del tendine di Achille. Il primo giocatore si infortuna il 28 ottobre 1991 e rientra in formazione il 26 marzo 1992; Sacchetti conclude invece la sua carriera. La cessione di maggiore rilievo è quella di Stefano Rusconi alla Benetton Treviso, mentre giunge a fine carriera il giocatore NBA Reggie Theus. In campionato si assiste all'esordio di Andrea Meneghin e Paolo Conti.
Giunti undicesimi al termine del Campionato, la Ranger disputa i Play-out, ed il 10 maggio 1992, per una differenza segnature di quattro punti dalla Scaini Venezia, viene retrocessa per la prima volta nella sua storia in Serie A2.
In Coppa Italia la Pallacanestro Varese viene eliminata agli ottavi dalla squadra romana de Il Messaggero.

## Rosa 1991/92
- Mariano Cantoni
- Paolo Conti
- Massimo Ferraiuolo
- Joe Calavita
- Giovanni Savio
- Reggie Theus
- Eddie Lee Wilkins
- Francesco Vescovi
- Andrea Meneghin
- Andrea Oldrini[1]
- Allenatore:
  -  Virginio Bernardi

dal 21 aprile 1992
- -  Roberto Piva

## Statistiche
| COMPETIZIONE        | GIOCATE | VINTE | PERSE | F    | S    | PIAZZAMENTO      |  |
| CAMPIONATO completo | 40      | 17    | 23    | 3529 | 3561 | Retrocessa       |  |
| TORNEI E AMICHEVOLI | 12      | 5     | 7     | 1138 | 1180 | -                |  |
| COPPA ITALIA        | 4       | 1     | 2*    | 378  | 397  | ottavi di finale |  |

- 1 pareggio